# Islamofascismo
Islamofascismo o fascismo islamista es la asociación entre rasgos ideológicos y operativos de determinados movimientos islamistas contemporáneos con los del neofascismo, los del totalitarismo o, en menor medida, los de las corrientes inspiradas en los fascismos históricos europeos de la primera mitad del siglo XX.
Es un neologismo del inglés islamofascism. Está compuesto por el término «islamista» (‘partidario de una aplicación integrista o rigorista del islam en la esfera política y social’) derivado del árabe إسلام islām, y de fascismo.
Islamofascismo es empleado con frecuencia en algunos medios occidentales dentro del contexto de la llamada Guerra contra el terrorismo, como sinónimo de «terrorismo islamista» y, con este fin, se ha empleado para calificar a organizaciones como Al Qaeda, los talibán, El Estado Islámico, los Hermanos Musulmanes, Hamás y Hezbolá en sus primeros tiempos (antes de su posterior giro a la izquierda en los 2000, plasmado en el Nuevo Manifiesto de Hizbullah, en que elimina su vieja retórica islamista e introduce conceptos propios del marxismo, bajo la influencia de los movimientos antiimperialistas latinoamericanos y dada la propia evolución de la sociedad libanesa tras el término de la última Guerra Civil en una sociedad cada vez más pluriconfesional y laica). Pero también es usado para criticar la naturaleza de ciertos regímenes como el instaurado desde la Revolución iraní. 
Por su parte, diversos pensadores e intelectuales, junto con organizaciones para el desarrollo de las relaciones con el Islam han advertido a la opinión pública tanto del uso propagandístico del término como, según su punto de vista, de su ineficacia para describir adecuadamente el fenómeno que pretende calificar.

## Orígenes y uso
El término es de origen difuso pero en cualquier caso de cuño reciente. Procede del ámbito anglosajón y sus primeras ocurrencias están datadas en los años noventa, aunque su uso no se extendió hasta después del 11-S.
En un artículo publicado el 8 de septiembre de 1990 en The Independent, titulado «Construing Islam as a language» Malise Ruthven escribió:

Sin embargo existe lo que puede llamarse un problema político que afecta al mundo islámico. En contraste con los herederos de algunas otras tradiciones no occidentales como el hinduismo, el sintoísmo y el budismo, las sociedades islámicas parecen haber encontrado particularmente difícil institucionalizar las divergencias políticas: desde Marruecos a Pakistán, el gobierno autoritario —por no decir el fascismo islamista—, es la regla más que la excepción.

Por otra parte, Albert Scardino de The Guardian atribuye el término a un artículo del estudioso musulmán Khalid Duran en el Washington Times, donde lo utilizó para describir la ofensiva de algunos clérigos musulmanes con el fin de «imponer la ortodoxia religiosa en el Estado y la ciudadanía». Los periodistas utilizan también un término relacionado, «fascismo islamista», por ejemplo Stephen Schwartz y Christopher Hitchens, que lo emplearon para referirse a los extremistas islamistas, incluyendo grupos terroristas tales como Al Qaeda.
Algunos comentaristas ven el islamofascismo como un movimiento definido por islamistas que pretenden imponer la ley islámica al mundo entero y la restauración violenta de un nuevo califato, que abarcaría el antiguo imperio islámico, desde España hasta Asia central. Otros autores han utilizado el término «islamofascismo» para referirse estrictamente a los movimientos islámicos cuyas doctrinas promueven determinados símbolos y postulados del ideario nazi o neonazi, como por ejemplo dentro de la propaganda antisemita, los protocolos de los sabios de Sion y el Revisionismo histórico (negacionismo), entendido como la banalización o negación del Holocausto. Finalmente, algunos académicos han utilizado con cautela el término «fascismo» para discutir ciertas formas de fundamentalismo islamista militante.
El término también suele utilizar para describir las organizaciones fascistas históricas que tenían miembros musulmanes, como la 13.ª División de Montaña SS Handschar de la Waffen-SS, o líderes palestinos y árabes que colaboraron activamente con el Tercer Reich, como el gran muftí de Jerusalén.

## Islamismo y totalitarismo
Ibn Warraq sugiere que, probablemente, el primero en argumentar que el islamismo tenía naturaleza totalitaria fue Charles Watson, quien en 1937 escribió: «Gracias a un millón de ramificaciones que alcanzan a todas las áreas de la vida, las cuales adquieren así significado religioso, [el islamismo] puede controlar la vida de los musulmanes».
G. H. Bousquet, experto en la sharia (la ley islámica), señala dos aspectos del islamismo que a su juicio son totalitarios: la ley islámica y el concepto islámico de yihad, cuyo objetivo es el de conquistar el mundo entero para someterlo a una única autoridad.
El 1 de marzo de 2006 doce personalidades, varias de ellas de origen musulmán, publicaron un manifiesto titulado «Una llamada a la libertad. Unidos hagamos frente al nuevo totalitarismo», en el cual consideraban al islamismo una nueva amenaza totalitaria mundial.
El término pasó a formar parte del discurso del gobierno estadounidense de George Bush dentro de su «Guerra contra el terrorismo».

## Críticas
Sectores críticos con el gobierno estadounidense, musulmanes e islamistas, aducen que el término es erróneo, ofensivo o islamofóbico por relacionar la religión musulmana con una ideología totalitaria.